# Captain Eo's Voyage
Captain Eo's Voyage är det 29:e studioalbumet av gitarristen Buckethead. Albumets namn är en referens till Michael Jacksons film Captain EO. Det är inte första gången Buckethead gör något som refererar till Jackson; på albumet A Real Diamond in the Rough (2009) återfinns låten "The Return of Captain Eo".
Albumet är tillgängligt genom nedladdning via Itunes. Det är också det första albumet sedan Kaleidoscalp (2005) som inte släpps genom TDRS Music.

## Låtlista
| Nr           | Titel                  | Längd |
| ------------ | ---------------------- | ----- |
| 1.           | Captain EO's Voyage    | 3:28  |
| 2.           | Light                  | 3:49  |
| 3.           | Infinity Appears       | 3:24  |
| 4.           | Stained Glass Hill     | 2:39  |
| 5.           | Trails of Moondust     | 3:38  |
| 6.           | Star Chasing           | 2:56  |
| 7.           | Dancing the Dream      | 3:47  |
| 8.           | The Siphoning Sequence | 3:54  |
| 9.           | Chase the Darkness Out | 3:06  |
| 10.          | Backwards Footprint    | 1:56  |
| 11.          | Tarantula Crossing     | 5:24  |
| 12.          | Tears in the Mirror    | 3:33  |
| Total längd: | Total längd:           | 41:34 |

## Musiker
- Buckethead - gitarr